# Železné
Železné är en ort i Tjeckien.   Den ligger i regionen Södra Mähren, i den östra delen av landet, 170 km sydost om huvudstaden Prag. Železné ligger 311 meter över havet och antalet invånare är 324.
Terrängen runt Železné är kuperad västerut, men österut är den platt. Runt Železné är det ganska tätbefolkat, med 100 invånare per kvadratkilometer. Närmaste större samhälle är Tišnov, 2,2 km sydväst om Železné. I omgivningarna runt Železné växer i huvudsak blandskog.